# Тернер, Трей (бейсболист)
Трей Вэнс Тернер (англ. Trea Vance Turner; 30 июня 1993, Бойнтон-Бич, Флорида) — американский бейсболист, игрок клуба Главной лиги бейсбола «Филадельфия Филлис». Выступает на позиции шортстопа. На студенческом уровне играл за команду университета штата Северная Каролина. Лучший шортстоп NCAA по итогам сезона 2014 года. На драфте Главной лиги бейсбола 2014 года был выбран в первом раунде под общим тринадцатым номером.
Победитель Мировой серии 2019 года в составе «Вашингтон Нэшионалс». Двукратный участник Матча звёзд лиги. Обладатель награды Сильвер Слаггер по итогам сезона 2022 года. Один из рекордсменов Главной лиги бейсбола по количеству выбитых сайклов.

## Биография

### Ранние годы и любительская карьера
Трей Тернер родился 30 июня 1993 года в Бойнтон-Биче во Флориде. Окончил старшую школу Парк-Виста в Лейк-Уэрте, был одним из лидеров её бейсбольной команды. В 2010 году вошёл в состав сборной звёзд округа по версии газеты The Sun-Sentinel, участвовал в матче всех звёзд округа Палм-Бич. В 2011 году после окончания школы был выбран в двадцатом раунде драфта Главной лиги бейсбола клубом «Питтсбург Пайрэтс», но от подписания контракта отказался.
В 2012 году Тернер дебютировал в бейсбольном турнире NCAA в составе команды университета штата Северная Каролина. Он сыграл в 63 матчах на позиции третьего базового, с показателем отбивания 33,6 % вошёл в десятку лучших игроков конференции ACC. По ходу сезона Тернер стал шестым игроком в истории конференции, укравшим пять баз в одной игре. Всего за сезон он украл 57 баз, став лидером сезона по этому показателю.
В сезоне 2013 года Тернер перешёл на позицию шортстопа и сыграл в 56 матчах, став лучшим в составе команды по показателю отбивания, количеству набранных ранов, выбитых хитов и даблов, заработанных уоков и украденных баз. По итогам турнира его включили в состав сборной звёзд ACC, он вошёл в число финалистов награды Брукса Уоллеса, присуждаемой лучшему шортстопу NCAA. Летом 2013 года Тернер вошёл в состав студенческой сборной США, но в 20 проведённых играх отбивал с эффективностью всего 21,1 %. В 2014 году он сыграл за университетскую команду в 54 матчах, украв 26 баз и заработав показатель отбивания 32,1 %. По итогам сезона он был признан лучшим шортстопом в студенческом бейсболе.

### Профессиональная карьера
На драфте Главной лиги бейсбола 2014 года Тернера в первом раунде под общим тринадцатым номером выбрал клуб «Сан-Диего Падрес». В июне он подписал контракт, получив бонус в размере 2,9 млн долларов. Первыми клубами в его карьере стали «Форт-Уэйн Тинкэпс» и «Юджин Эмералдс», по итогам 2014 года Тернер был признан лучшим оборонительным игроком в фарм-системе «Падрес». В декабре состоялся крупный трёхсторонний обмен между «Сан-Диего», «Вашингтоном» и «Тампой-Бей». По его условиям «Падрес» должны были отдать в «Нэшионалс» игрока, выбранного позднее. В июне 2015 года им стал Тернер. До этого момента он успел провести 58 матчей в команде AA-лиги «Сан-Антонио Мишнс», где отбивал с показателем 32,2 % и набрал 35 RBI.

#### Вашингтон Нэшионалс
После перехода Тернер был направлен в команду AAA-лиги «Сиракьюз Чифс». В августе его перевели в основной состав «Нэшионалс», после чего он дебютировал в Главной лиге бейсбола. До конца регулярного чемпионата он принял участие в 27 играх команды. В 2016 году Тернер провёл половину сезона в «Сиракьюз» и сыграл за «Вашингтон» 73 матча. Это стало главной причиной того, почему он уступил титул лучшего новичка Национальной лиги Кори Сигеру из «Лос-Анджелес Доджерс». Несмотря на меньшее количество игрового времени, Тернер вошёл в десятку лучших в лиге по количеству украденных баз и выбитых триплов. Он также проявил себя как один из самых быстрых игроков лиги. Благодаря этому качеству тренерский штаб в нескольких играх задействовал его на позиции центрального аутфилдера.
В 2017 году Тернер провёл за «Вашингтон» 98 игр, пропустив часть регулярного чемпионата из-за травмы подколенного сухожилия и попадания мячом в одном из матчей. По ходу сезона он установил новый рекорд клуба, украв 46 баз, и стал восьмым игроком в истории лиги, набравшим семь RBI и выбившим сайкл в одном матче. В более раннем возрасте подобного добился только Джо Ди Маджо. По итогам чемпионата показатель отбивания Тернера составил 28,4 %, он выбил 24 дабла и 11 хоум-ранов.
Сезон 2018 года стал первым полноценным в карьере Тернера. Он сыграл во всех 162 матчах регулярного чемпионата, став всего вторым игроком в истории клуба, которому удалось это сделать. Он установил новые личные рекорды по числу выбитых даблов и хоум-ранов, заработанных ранов и RBI. Его атакующая эффективность составила 27,1 %. Украденные им 43 базы стали вторым результатом сезона. После окончания чемпионата главный тренер «Нэшионалс» Дэйв Мартинес заявил, что Тернер может активнее использовать свою скорость и красть по 50—60 баз за сезон. На столь же высоком уровне он играл и в защите, где показатель надёжности Тернера составил 98,1 %, третий среди шортстопов Национальной лиги после Ника Ахмеда и Фредди Гэлвиса.

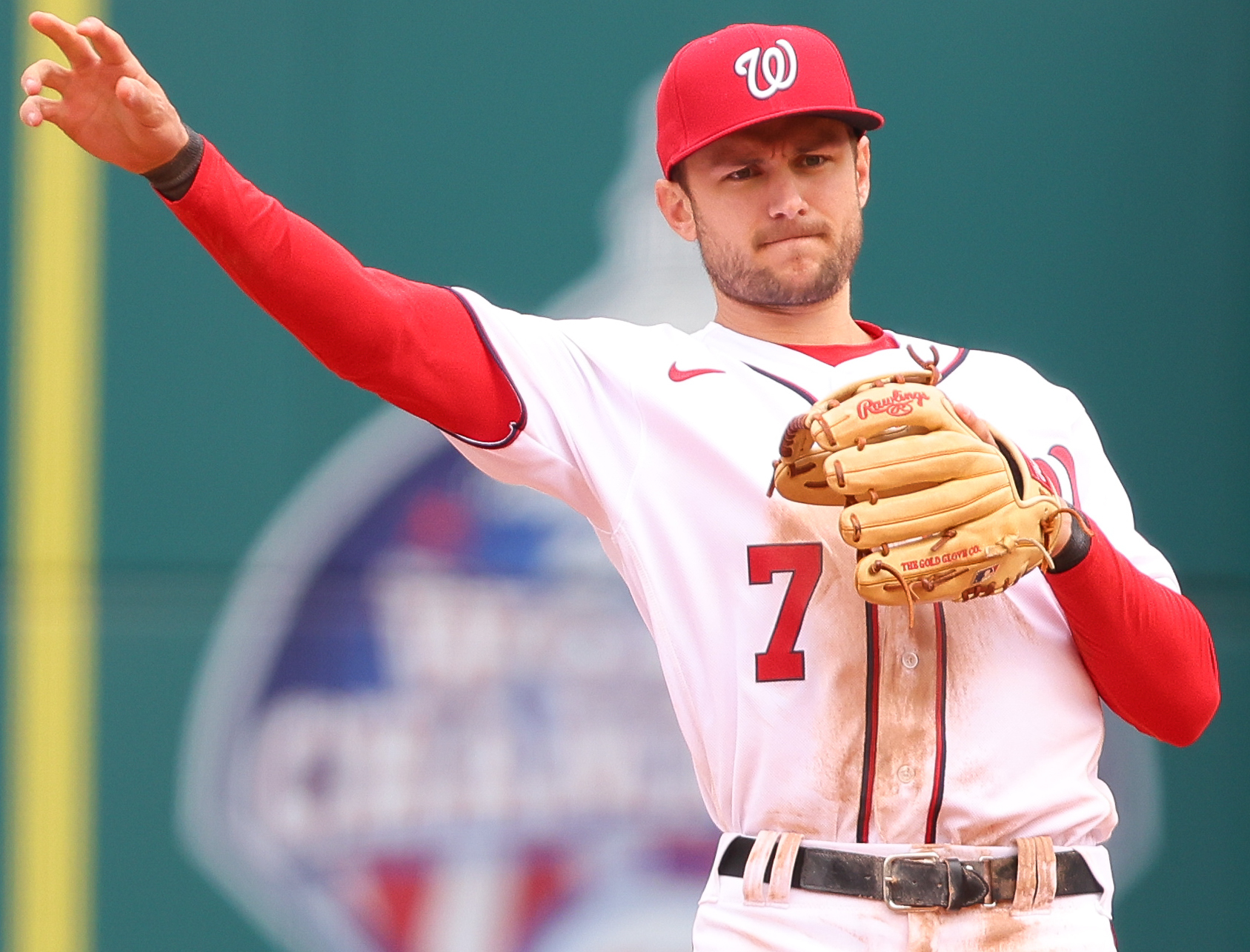
Тернер в составе «Вашингтона» в 2021 году.

В 2019 году он сыграл за «Нэшионалс» в 122 матчах, отбивая с показателем 29,8 %. Вместе с командой Тёрнер стал победителем Мировой серии, в матчах плей-офф его эффективность была ниже — 23,3 %. При этом концовку сезона он проводил с травмированным пальцем руки и в январе 2020 года перенёс операцию. В начале 2020 года Тернеру удалось избежать арбитражного спора о размере зарплаты, он договорился с клубом о 7,45 млн за сезон. По ходу сокращённого из-за пандемии COVID-19 чемпионата он был одним из лидеров «Вашингтона», отбивая с эффективностью 33,5 %, выбив 12 хоум-ранов и набрав 41 RBI.
Перед началом сезона 2021 года заработная плата Тернера была увеличена до 13 млн долларов. В первой части сезона он провёл за Вашингтон 96 матчей с показателем отбивания 32,2 %. Летом он впервые в карьере вошёл в число участников Матча всех звёзд лиги. В июле, перед закрытием периода переходов, «Вашингтон» обменял его и питчера Макса Шерзера в «Лос-Анджелес Доджерс». В новой команде Тернера рассматривали как замену Кори Сигеру, который после окончания сезона получал статус свободного агента.

#### Лос-Анджелес Доджерс
В составе новой команды Тернер завершил сезон с атакующей эффективностью 32,8 %. Этот результат стал лучшим в Национальной лиге. Впервые с 1963 года игрок «Доджерс» занял первое место в лиге по этому показателю. Кроме этого, Тернер стал абсолютным лидером Главной лиги бейсбола по количеству выбитых хитов и первым в Национальной лиге по числу украденных баз. При его участии команда вышла в плей-офф и дошла до финала лиги, где уступила «Атланте».
В 2022 году Тернер провёл за «Доджерс» 160 матчей, отбивая с показателем 29,8 %. Второй сезон подряд он был включён в число участников Матча всех звёзд. Став лучшим среди шортстопов Национальной лиги по количеству хитов, даблов, занятых баз и набранных ранов, он впервые получил награду «Сильвер Слаггер», присуждаемую лучшему отбивающем на каждой позиции. По итогам года Тернер также стал первым шортстопом в истории клуба, заработавшим 100 ранов и набравшим 100 RBI в одном регулярном чемпионате. После окончания сезона он получил статус свободного агента.

#### Филадельфия Филлис
В начале декабря 2022 года Тернер подписал 11-летний контракт на сумму 300 млн долларов с «Филадельфией Филлис». В феврале 2023 года его включили в состав сборной США на игры Мировой бейсбольной классики.